# سیاره نئاندرتال (داستان کوتاه)
سیاره نئاندرتال (به انگلیسی: Neanderthal Planet) یک داستان کوتاه علمی-تخیلی توسط برایان آلدیس. اولین بار در سال ۱۹۶۹ منتشر شد و بعداً به عنوان بخشی از مجموعه سیاره نئاندرتال (مجموعه داستان) در سال ۱۹۷۰ منتشر شد.